# Axomi (llengua)
L'axomi (persa: اچمی) o lari, llengua irànica o iraniana, és un dialecte persa del comtat de Larestan i d'alguns territoris de la província d'Hormozgān (Iran). També és parlat a alguns països del Golf Pèrsic, com Kuwait, Qatar i els Emirats Àrabs Units. Actualment l'axomi és utilitzat entre la família i al carrer, juntament amb el persa occidental o l'àrab del Golf. Té els següents parlars: khonji, lari, gerashi, evazi, fedaghi, aradi, bastaki, fishvari i khookherdi.